# 比西尼
比西尼（法語：Busigny，法語發音：[byziɲi]）是法国上法兰西大区北部省的一个市镇，位于该省东南部，和埃纳省接壤，属于康布雷区。比西尼是这一地区的一个铁路枢纽，前往里尔、聖康坦和莫伯日三个方向的铁路在此交汇。

## 地理
比西尼（50°2'1"N, 3°28'2"E）面积16.47 平方千米，位于法国上法蘭西大區北部省，该省份为法国最北部的省份及最长的省份，西北濒北海，西接加来海峡省，南至埃纳省和索姆省，东与比利时接壤。
与比西尼接壤的市镇（或旧市镇、城区）包括：贝基尼、莫兰、普雷蒙、沃-昂迪尼、圣苏普莱、奥讷希、马雷兹、莫鲁瓦。

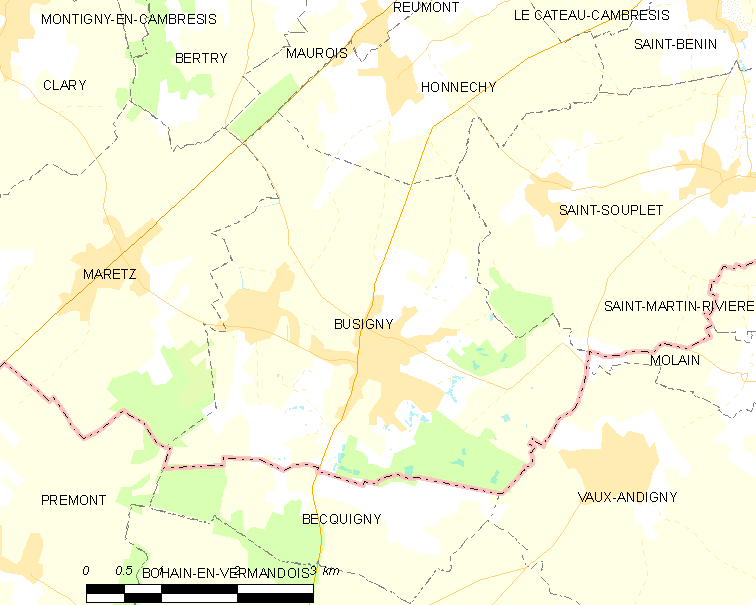
比西尼的OSM定位图

比西尼的时区为UTC+01:00、UTC+02:00（夏令时）。

## 行政
比西尼的邮政编码为59137，INSEE市镇编码为59118。

## 政治
比西尼所属的省级选区为勒卡托康布雷西县。

## 人口

1962-2008年间比西尼人口变化图示

比西尼于2022年1月1日时的人口数量为2437人。